# 가벼운 잠
"가벼운 잠"은 2008년에 개봉한 대한민국의 영화이다.

## 배역
- 최아진 : 열린 역
- 윤찬 : 주고 역
- 임형국 : 홍식 역
- 홍아름 : 수진 역
- 유현빈 : 다린 역
- 장민교 : 지영 역
- 신소민 : 상담교사 역
- 박병선 : 경찰 역
- 진용욱 : 상가 직원 역
- 최두영 : 주고 부 역
- 송채환 : 열린 모 역 (우정출연)
- 방은진 : 주고 모 역 (우정출연)
- 정인기 : 열린 부 역 (우정출연)